# Feldspato

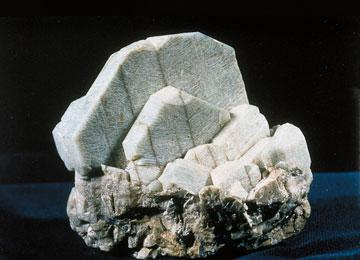
Feldspato (microclina)

Feldspato (fórmula química (K, Na Ca) (Si, Al)4 O8) (do alemão feld, campo; e spat, uma rocha que não contém minério) é uma importante família de minerais, do grupo dos tectossilicatos, constituintes de rochas que formam cerca de 60% da crosta terrestre. Cristalizam nos sistemas triclínico ou monoclínico.
Eles cristalizam do magma tanto em rochas intrusivas quanto extrusivas; os feldspatos ocorrem como minerais compactos, como filões, em pegmatitas e se desenvolvem em muitos tipos de rochas metamórficas. Também podem ser encontrados em alguns tipos de rochas sedimentares.O perfeito entendimento das relações entre os feldspatos apenas é atingido com a caracterização química e estrutural, aspectos dependentes da temperatura e pressão de cristalização e da história termal e deformacional subsequente. Ele pode ser de alta temperatura quando preserva a estrutura de geração a alta temperatura e de baixa temperatura quando as estruturas de alta temperatura sofrerem modificação lenta e total para formas de baixa temperatura, ou quando cristalizar em ambiente de baixa temperatura (cristalização plutônica). Os feldspatos podem ocorrer também em estados estruturais correspondentes a temperaturas intermediárias.

## Usos e aplicações
Os feldspatos possuem numerosas aplicações na indústria, devido ao seu teor de álcalis e alumina. Dentre essas aplicações, estão:
- Fabrico de vidros (sobretudo feldspatos potássicos, que reduzem a temperatura de fusão do quartzo, ajudando a controlar a viscosidade do vidro).
- Fabrico de cerâmicas (são o segundo ingrediente mais importante depois das argilas; aumentam a resistência e durabilidade das cerâmicas).
- Como material de incorporação em tintas, plásticos e borrachas, dada a sua boa dispersibilidade, o seu índice de refração relativamente alto (próximo de 1,5) e por serem quimicamente inertes, além de apresentarem pH estável, alta resistência à abrasão e ao congelamento (nessas aplicações usam-se feldspatos finamente moídos).
- Produtos vidrados : como louça sanitária, louça de cozinha, porcelanas para aplicações eléctricas.

Também são usados  em elétrodos de soldadura, abrasivos leves e na produção de uretano, de espuma de látex, de agregados para construção, entre outras aplicações.

## Minerais de feldspato
Esta família de minerais pode dividir-se em três grupos principais:

### Feldspatos potássicos (ou alcalinos)
- Ortoclase
- Sanidina
- Anortoclase
- Microclina

### Plagioclases(ou feldspatos calcossódicos)
- Albita
- Oligoclase
- Andesina
- Labradorita
- Bytownita
- Anortita

### Outros minerais feldspatos
- Celsiana
- Paracelsiana
- Sviatoslavita
- Dmisteinbergita

Feldspatos raros
- Buddingtonita
- Reedmergnerita
- Slawsonita
- Banalsita
- Estronalsita
- Lisetita
- Filatovita

## Tópicos relacionados
- Lista de minerais